# Tatsuhiro Nishimoto
Tatsuhiro Nishimoto (født 29. april 1980) er en tidligere japansk fodboldspiller.
Han har spillet for flere forskellige klubber i sin karriere, herunder Shonan Bellmare.